# Jesu Hjerte Kirke (København)
 For alternative betydninger, se Jesu Hjerte Kirke. (Se også artikler, som begynder med Jesu Hjerte Kirke)
Jesu Hjerte Kirke er en katolsk kirke, som ligger på Vesterbro i København. Bygningen er opført efter tegninger af arkitekt Friedrich Wipfler. Indvielsen fandt sted den 3. november 1895.